# 大陵增七
仙女座63，又名BD+49 640，HD 14392、SAO 37960、HR 682，是仙女座的一颗恒星，视星等为5.59，位于銀經137.29，銀緯-10.21，其B1900.0坐标为赤經2h 14m 20.7s，赤緯+49° -10.21′ 34″。